# Chazelles (Charente)
Chazelles település Franciaországban, Charente megyében. Lakosainak száma 1550 fő (2022. január 1.). Chazelles Bouëx, Mornac, Pranzac, Saint-Germain-de-Montbron, Vouzan és Moulins-sur-Tardoire községekkel határos.

## Népesség
A település népességének változása:
| Lakosok száma | 1067 | 1315 | 1428 | 1501 | 1525 | 1543 | 1558 | 1587 | 1575 | 1550 |
|               | 1968 | 1982 | 1990 | 2006 | 2013 | 2015 | 2017 | 2019 | 2020 | 2022 |